# Zonsverduistering van 25 november 2030

Animatie zonsverduistering
op 25 november 2030

De totale zonsverduistering van 25 november 2030 trekt veel over zee, maar zal achtereenvolgens ook te zien zijn in de landen Namibië, Botswana, Zuid-Afrika, Lesotho en Australië.

## Lengte

### Maximum
Het punt met maximale totaliteit ligt op zee ver van enig land op de coördinaten 43.7164° Zuid & 72.0366° Oost en duurt 3m43,5s.

### Limieten
| Fenomeen                    | Code | Tijdstip UTC |
| --------------------------- | ---- | ------------ |
| Eerste contact bijschaduw   | P1   | 04:16:29.0   |
| Eerste contact kernschaduw  | U1   | 05:14:07.5   |
| Kernschaduw compleet vanaf  | U2   | 05:15:53.2   |
| Bijschaduw compleet vanaf   | P2   | 06:24:27.2   |
| Maximum eclips              | GE   | 06:50:10.5   |
| Bijschaduw compleet t/m     | P3   | 07:15:48.3   |
| Kernschaduw compleet t/m    | U3   | 08:24:24.3   |
| Laatste contact kernschaduw | U4   | 08:26:11.4   |
| Laatste contact bijschaduw  | P4   | 09:23:48.8   |

## Zichtbaarheid
Onderstaand overzicht toont in chronologische volgorde per land de gebieden waarin de totale verduistering te zien zal zijn :

### Afrika

#### Namibië
- Kunene
- Erongo
- Otjozondjupa
- Khomas
- Omaheke
- Hardap

#### Botswana
- Kgalagadi
- Southern

#### Zuid-Afrika
- Noordwes
- Noord-Kaap
- Vrystaat
- Kwazulu-Natal

#### Lesotho
- Butha-Buthe
- Leribe
- Mokhotlong
- Thaba-Tseka

### Australië

#### Australië
- Zuid-Australië
- New South Wales
- Queensland